# Forever Changes
A Forever Changes a Los Angeles-i  Love együttes harmadik albuma 1967-ből. A Rolling Stone magazin Minden idők 500 legjobb albuma listáján a 40. helyet érte el. 2008-ban iktatták be a Grammy Hall of Fame-be.
Szerepel az 1001 lemez, amit hallanod kell, mielőtt meghalsz című könyvben.

## Az album dalai

### 1967 -es kiadás
|     | Cím                                                               | Szerző(k)    | Hossz |
| --- | ----------------------------------------------------------------- | ------------ | ----- |
| 1.  | Alone Again Or                                                    | Maclean      | 3:16  |
| 2.  | A House Is Not a Motel                                            | Lee          | 3:31  |
| 3.  | Andmoreagain                                                      | Lee, Maclean | 3:18  |
| 4.  | The Daily Planet                                                  | Lee          | 3:30  |
| 5.  | Old Man                                                           | Maclean      | 3:02  |
| 6.  | The Red Telephone                                                 | Lee          | 4:46  |
| 7.  | Maybe the People Would Be the Times or Between Clark and Hilldale | Lee          | 3:34  |
| 8.  | Live and Let Live                                                 | Lee          | 5:26  |
| 9.  | The Good Humor Man He Sees Everything Like This                   | Lee          | 3:08  |
| 10. | Bummer in the Summer                                              | Lee          | 2:24  |
| 11. | You Set the Scene                                                 | Lee          | 6:56  |

### 2001 -es kiadás
|     | Cím                                                               | Szerző(k)    | Hossz |
| --- | ----------------------------------------------------------------- | ------------ | ----- |
| 1.  | Alone Again Or                                                    | Maclean      | 3:16  |
| 2.  | A House Is Not a Motel                                            | Lee          | 3:31  |
| 3.  | Andmoreagain                                                      | Lee, Maclean | 3:18  |
| 4.  | The Daily Planet                                                  | Lee          | 3:30  |
| 5.  | Old Man                                                           | Maclean      | 3:02  |
| 6.  | The Red Telephone                                                 | Lee          | 4:46  |
| 7.  | Maybe the People Would Be the Times or Between Clark and Hilldale | Lee          | 3:34  |
| 8.  | Live and Let Live                                                 | Lee          | 5:26  |
| 9.  | The Good Humor Man He Sees Everything Like This                   | Lee          | 3:08  |
| 10. | Bummer in the Summer                                              | Lee          | 2:24  |
| 11. | You Set the Scene                                                 | Lee          | 6:56  |
| 12. | Hummingbirds                                                      | Lee          | 2:43  |
| 13. | Wonder People (I Do Wonder)                                       | Lee          | 3:27  |
| 14. | Alone Again Or (alternatív mix)                                   | Maclean      | 2:55  |
| 15. | You Set the Scene (alternatív mix)                                | Lee          | 7:01  |
| 16. | Your Mind And We Belong Together                                  | Lee          | 8:16  |
| 17. | Your Mind And We Belong Together                                  | Lee          | 4:28  |
| 18. | Laughing Stock                                                    | Lee          | 2:33  |

## Közreműködők
- Arthur Lee – ének, gitár
- Johnny Echols – szólógitár
- Bryan MacLean – ritmusgitár, ének, hangszerelés (ének az Alone Again Or és Old Man dalokon)
- Ken Forssi – basszusgitár
- Michael Stuart-Ware – dob, ütőhangszerek